# Bong’am sa
Bong'am sa (봉암사 Klasztor Urwiska Feniksa) – koreański klasztor, jeden z klasztorów Dziewięciu górskich szkół sŏn.

## Historia klasztoru
Klasztor został wybudowany przez mistrza sŏn Chisŏna Tohŏna w roku 879 na górze Huiyang (희양산). Góra ta dała nazwę szkole sŏn, jednej z Dziewięciu górskich szkół sŏn. Jednak historia tej szkoły rozpoczyna się dużo wcześniej, gdyż mistrz sŏn Pŏmnang (zm. 646, założyciel linii przekazu wiodącej do mistrz sŏn Tohona, był uczniem Czwartego Patriarchy chan – Daoxina. Podobno lokalni wierni wyznawcy po usłyszeniu Tohŏna, zebrali pieniądze na wybudowanie klasztoru. Początkowo mistrz odmówił, jednak po zobaczeniu miejsca, zachwycony jego pięknem, wyraził zgodę mówiąc, że lepiej mieć tu buddyjski klasztor niż matecznik rabusiów.
Legenda głosi, że Japończycy chcieli spalić klasztor podczas inwazji w latach 1592-1598, jednak papier wrzucony na dach Gmachu Nirvany, spłonął sam, nie zapalając go.
Tym niemniej klasztor kilkakrotnie uległ pożarom, chociaż nigdy w całości. Właściwie cały czas trwają w klasztorze prace renowacyjne.
Klasztor ten jest największym centrum praktyki medytacyjnej sŏn w Korei. Jest zamknięty dla zwiedzających przez 364 dni w roku. Otwarty jest wyłącznie w dzień urodzin Buddy.

## Znane obiekty
- Trzykondygnacyjna stupa ponadsześciometrowej wysokości - Skarb Narodowy nr 161
- Stupa mistrza-założyciela klasztoru Chisŏna Tohŏna

## Adres klasztoru
- 산1-9 Wonbuk-ri, Gaeun-eup, Mungyeong, Gyeongsangbuk-do, Korea Południowa

## Galeria

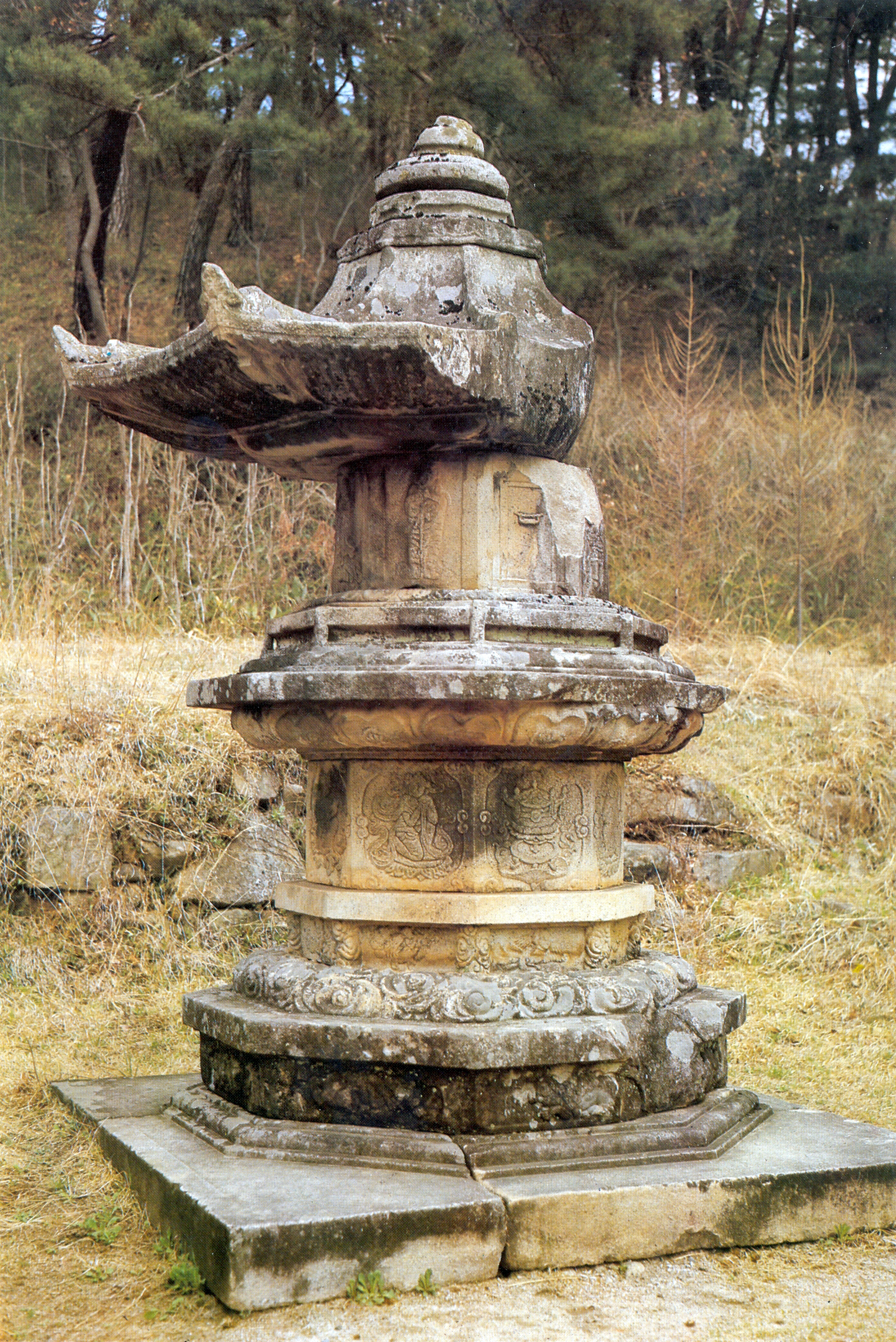
Stupa mistrza sŏn Tohŏna
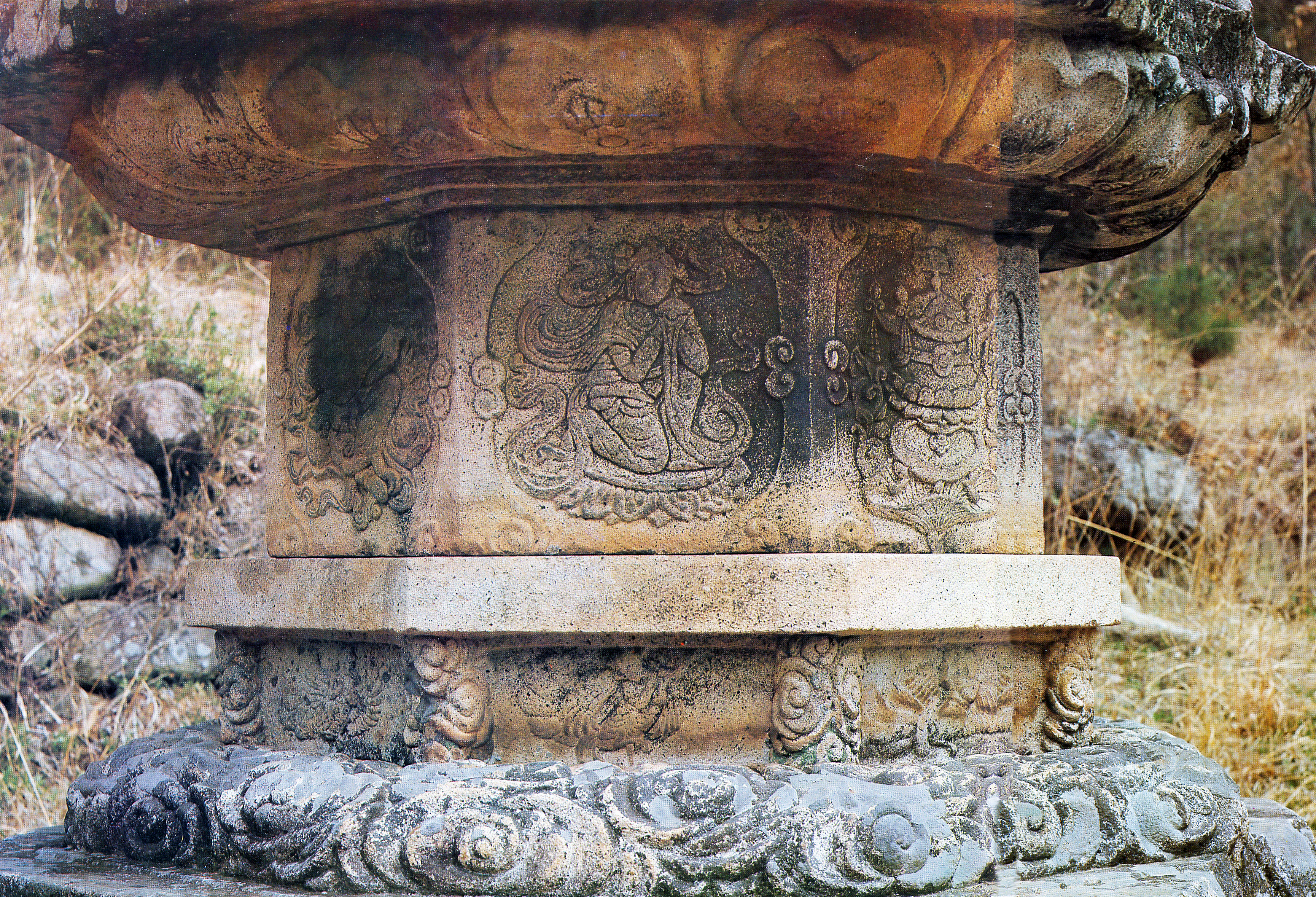
Detal stupy
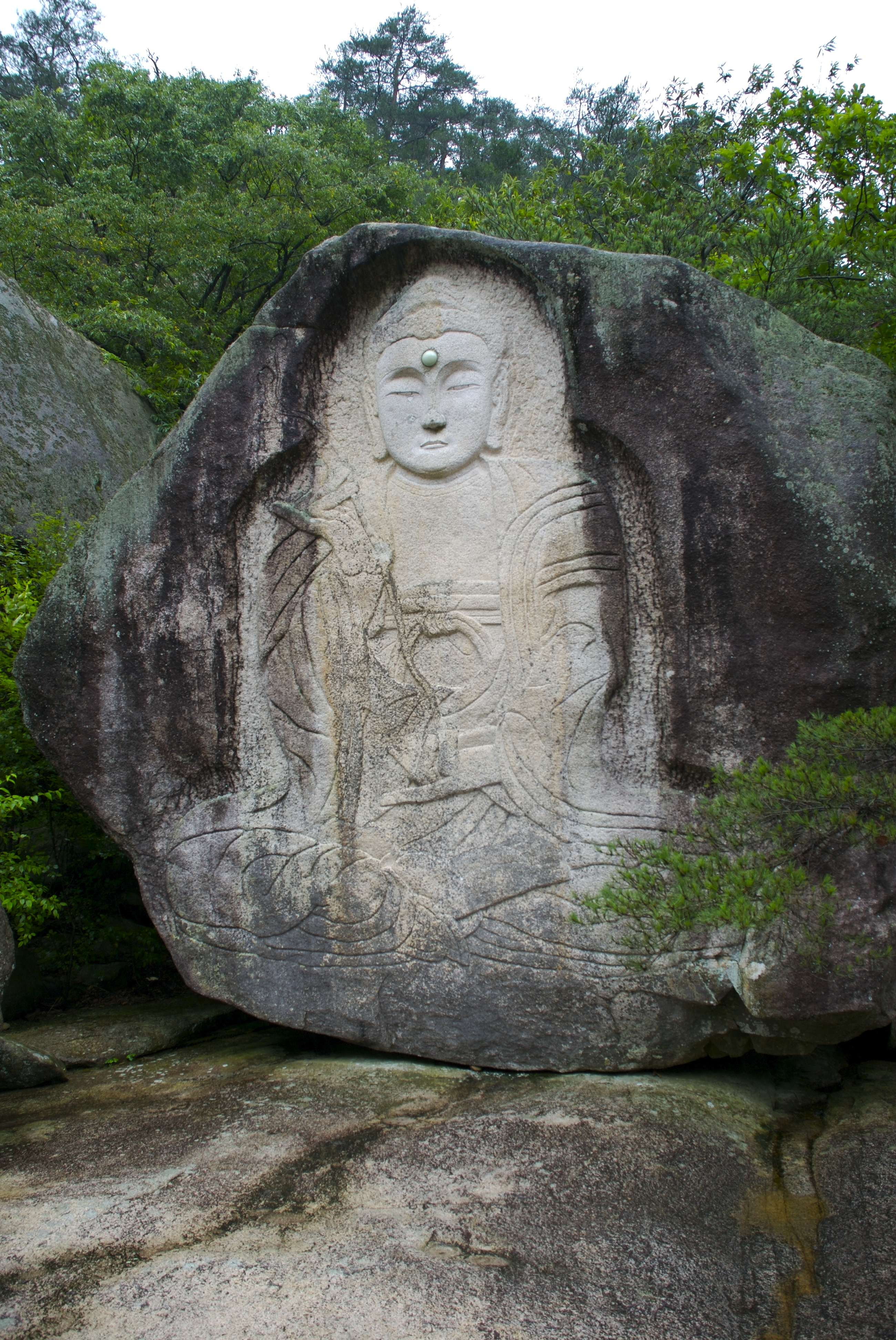
Relief przedstawiający bodhisattwę (w pobliżu klasztoru)